# Крамська Тамара Іванівна
Тамара Іванівна Крамська (1936, тепер Курська область, Російська Федерація — ?) — українська радянська діячка, водій трамваю Харківського трамвайно-тролейбусного управління імені 60-річчя Радянської України. Депутат Верховної Ради СРСР 11-го скликання від виборчого округу № 521 (1984—1989 роки).

## Біографія
Народилася в селянській родині. Освіта середня.
У 1957—1967 роках — кондуктор, водій, маршрутний диспетчер, начальник маршруту Харківського трамвайно-тролейбусного управління.
Член КПРС з 1964 року.
З 1967 року — водій трамваю № 12 Харківського трамвайно-тролейбусного управління імені 60-річчя Радянської України міста Харкова.

## Нагороди
- орден Леніна
- орден Трудового Червоного Прапора
- медалі
- Державна премія СРСР (.05.1984)